# Leviellus thorelli
Leviellus thorelli är en spindelart som först beskrevs av Anton Ausserer 1871.  Leviellus thorelli ingår i släktet Leviellus och familjen hjulspindlar. Inga underarter finns listade i Catalogue of Life.